# Marowijne
Marowijne ist ein Distrikt im äußersten Osten von Suriname, an der Grenze zu Französisch-Guyana. Hauptstadt ist Albina, benannt  nach Albina Josefine Liezenmaier, der späteren Frau des Gründers der Niederlassung am Marowijne August Kappler.
Im Süden grenzt der Distrikt Sipaliwini, im Westen die Distrikte Para und Commewijne und im Norden der Atlantik an den Distrikt Marowijne.
Ursprünglich war der Distrikt Marowijne wesentlich größer und reichte im Süden bis zur Grenze mit Brasilien. 1971 betrug die Größe ca. 44 000 km² bei einer Einwohnerzahl von 25 911. Für die Jahre 1922, 1950 und 1964 lauten die entsprechenden Bevölkerungszahlen: 6800, 4200 und 23 200.

## Politik und Verwaltungsgliederung
Im Parlament (De Nationale Assemblée) ist der Distrikt Marowijne mit 3 Abgeordneten vertreten.
Der Distrikt Marowijne ist seinerseits wiederum in folgende sechs Ressorts gegliedert (dezentralisiert):
- Albina
- Galibi
- Moengo
- Moengo Tapoe
- Patamacca
- Wan Hatti

## Wirtschaft und Erschließung
Die Wirtschaft ist geprägt vom Bauxitbergbau bei Moengo (Aussprache: Mungo). In den ersten Jahren des 20. Jahrhunderts wurde dort Bauxit entdeckt und seit dieser Zeit durch die SBM (Surinaamse Bauxiet Maatschappij), die heutige Suralco (Suriname Aluminium Company: eine Tochtergesellschaft der Alcoa = Aluminium Company of America) im Tagebau abgebaut. Die erste Ausfuhr von Bauxit erfolgte im Jahr 1922 von Moengo aus.
Die wichtigste Verkehrsachse des Distriktes ist die sog. Ost-West-Verbindung, die nicht nur eine lokale oder regionale, sondern auch durch die Fährverbindung zwischen Albina und Saint-Laurent-du-Maroni in Französisch-Guyana eine internationale Bedeutung besitzt. 
Seeschiffe können über den Cottica das Städtchen Moengo erreichen. Über die Bifurkation (Flussgabelung) Courmotibo-Wanekreek ist auch eine Bootsverbindung zwischen dem Cottica und Marowijne möglich. Der Marowijne stellt für den Personen- und Handelsverkehr eine wesentliche Verbindungsachse mit dem surinamischen Binnenland dar. 
Kleinere Flugplätze gibt es in Moengo und Albina.

## Naturschutzgebiete
Vor der Küste liegen die Tijgerbank – eine Sandbank – und die beiden Schlammbänke Kweriman und Wia-Wia. Zum Schutz der Meeresschildkröten und der Wasservögel sind zwei Naturschutzgebiete eingerichtet: das Galibi-Reservat (1969 mit 4.000 ha  eingerichtet) und das Wia-Wia-Naturschutzgebiet (1961 gegründet; 1966 auf 36.000 ha erweitert). Im Zusammenhang mit diesen Naturschutzgebieten spielt der Tourismus im Distrikt eine geringfügige, aber wachsende Rolle.